# Justified
Justified je debutové album amerického zpěváka Justina Timberlakea, který před vydáním tohoto alba byl členem úspěšné popové skupiny N´ Sync.
Na albu spolupracoval například s Janet Jacksonovou, Pharrellem Williamsem nebo Clipse.
Album Justified bylo oceněno dvěma prestižními cenami Grammy Awards a díky tomuto albu začal být Justin Timberlake označován za nástupce Michaela Jacksona.

## Seznam písní
1. Señorita - 4:54
2. Like I Love You (feat. Clipse) - 4:43
3. (Oh No) What You Got (feat. Timbaland) - 4:31
4. Take It from Here - 6:14
5. Cry Me a River (feat. Timbaland) - 4:48
6. Rock Your Body (feat. Vanessa Marquez) - 4:27
7. Nothin' Else - 4:58
8. Last Night - 4:47
9. Still On My Brain - 4:35
10. (And She Said) Take Me Now (feat. Janet Jacksonová) - 5:31
11. Right For Me (feat. Bubba Sparxxx) - 4:29
12. Let's Take a Ride - 4:44
13. Never Again - 4:34
14. Worthy of - 4:09

## Umístění ve světě
| Hitparáda      | Umístění |
| -------------- | -------- |
| USA            | 1        |
| Velká Británie | 2        |

| Prodejnost | Počet     |
| ---------- | --------- |
| Celkem     | 7,000,000 |